# ヤン・ジンソン
ヤン・ジンソン（양진성、 1988年6月27日 - ）は大韓民国の女優。2010年 映画 『ウェディングドレス』でデビューした。

## 学歴
- 仙和芸術高等学校
- 梨花女子大学 造形芸術学科

## 出演作品

### ドラマ
- シティーハンター in Seoul（2011年、SBS） - シン・ウナ 役
- 今日みたいな日なら（2011年-2012年、MBC） - ムン・ヒョジン 役
- 優雅な女（2013年、tvN） - ユ・ナニ役
- 秘密（2013年、KBS） - ソ・ジヒ 役
- 僕、ママ、パパ、おばあちゃん、そして、アンナ（2013年、MBC) - アンナ役
- 百年の花嫁（2014年、TV朝鮮） - ナ・ドゥリム／チャン・イギョン／ブニ／スンボク 役
- 私の残念な彼氏（2015年、MBC） - ユ･ジナ 役
- 私の婿の女（2016年、SBS） - パク・スギョン 役
- シカゴ・タイプライター〜時を超えてきみを想う〜（2017年、tvN） - マ・パンジン 役
- 仮面の秘密（2018年、SBS） - ソン・チェヨン 役

### 映画
- ウェディングドレス（2010年） - ソラ 役